# Acetofenon
Acetofenon (IUPAC-naam: 1-fenylethanon) is een kristallijn keton met een laag smeltpunt, zodat het onder andere gebruikt kan worden als oplosmiddel voor cellulose, ethers en esters in de industriële bereiding van alcohol-oplosbare harsen.
Deze stoffen worden op hun beurt gebruikt als basis voor parfums. Acetofenon wordt gebruikt om geuren samen te stellen die lijken op amandel, kers, kamperfoelie, jasmijn, en aardbei. Daarnaast wordt het in kauwgom toegepast. Natuurlijke bronnen van acetofenon zijn appel, kaas, abrikoos, banaan, vlees en bloemkool.
Acetofenon kan bereid worden door droge destillatie van een mengsel van calciumacetaat en calciumbenzoaat. Het kan industrieel beschouwd worden als een bijproduct van de fenol en aceton-synthese uit de oxidatie van cumeen. In vroeger dagen werd het gebruikt als een hypnoticum onder de naam Hypnon.
In een rapport uit 1994, uitgegeven door 5 grote sigaretfabrikanten, komt acetofenon voor als een van de 599 additieven die in sigaretten voor kunnen komen.